# 在线IDE
在线IDE，也被称为Cloud IDE，主要基于HTML5相关技术构建，通常在浏览器里即可完成传统IDE的大部分开发工作。在线IDE的重要组成部分为：基于Javascript的源代码编辑器，相关比较请参见：Comparison of JavaScript-based source code editors

## 历史
2008年10月6日 - Remy Sharp开发了jsbin，是最早的支持实时更新JavaScript，CSS和HTML的环境。

## 已知列表

### 游乐场(PlayGround)

#### 学习语言
- CodePad（页面存档备份，存于）
- CodeSkulptor（页面存档备份，存于）
- Ideone（页面存档备份，存于）
- LiveWorkSpace
- PHP Assist
- Python Fiddle（页面存档备份，存于）
- Repl.it（页面存档备份，存于）

#### 学习Web开发
- Codepen.io
- CSSdeck.com（页面存档备份，存于）
- Dabblet.com（页面存档备份，存于）
- Fiddle Salad（页面存档备份，存于）
- JSbin.com（页面存档备份，存于）
- JSdo.it（页面存档备份，存于）
- JSFiddle（页面存档备份，存于）
- kodtest.com（页面存档备份，存于）
- Liveweave.com（页面存档备份，存于）
- Rendera.heroku.com
- RunJS
- Thimble（页面存档备份，存于）

### 项目开发

#### Web项目开发
- Akshell（页面存档备份，存于）
- CodeAnywhere（页面存档备份，存于）
- Codio（页面存档备份，存于）
- Erbix
- ICEcoder（页面存档备份，存于）

#### 移动App项目开发
- Icenium.com

#### Golang 项目
- Wide（页面存档备份，存于）：基于 Web 的团队 Golang IDE

#### 其他项目开发
- CloudPebble（页面存档备份，存于）

### 通用IDE
- Cloud9（页面存档备份，存于）
- Codenvy（页面存档备份，存于） (ex: Cloud IDE（页面存档备份，存于）)
- Coderun Studio（页面存档备份，存于）
- Codiad（页面存档备份，存于）
- Collide（页面存档备份，存于）
- Compilr
- ECCO（页面存档备份，存于）
- Koding（页面存档备份，存于） (ex: Kodingen)
- Neutron Drive
- Nitrous
- Orion（页面存档备份，存于）
- ShiftEdit（页面存档备份，存于）
- Sourcekit
- SourceLair（页面存档备份，存于）

### 未归类
- ApplicationCraft.com
- Bespin（页面存档备份，存于） -> Skywriter -> 已经关闭